# Seznam sexuálních pozic

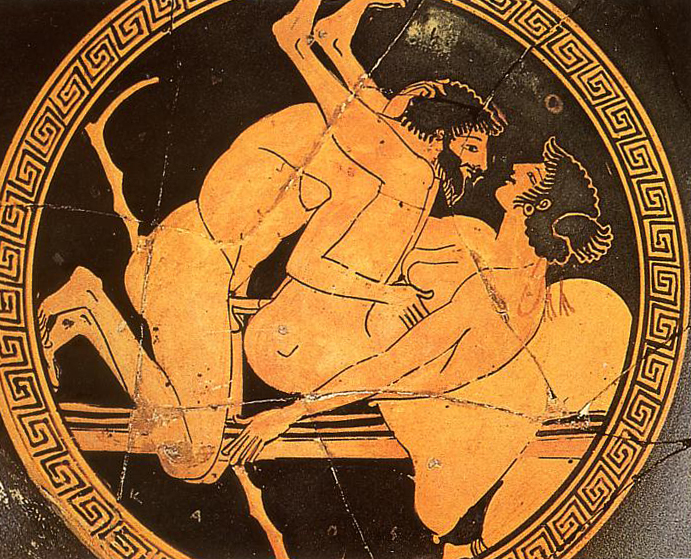
Sexuální pozice vyobrazená na starověkém kylixu, asi 470 př. n. l.

Tento seznam sexuálních pozic zahrnuje popis různých forem pohlavního styku a jiných sexuálních aktivit mezi lidmi. Pohlavní akty se obecně popisují pozicí, kterou účastníci při těchto aktech zaujímají. Alfred Kinsey používal jako kategorie šest primárních pozic. Protože počet pozic, které lze používat při sexu, je v zásadě neomezený, tento seznam není vyčerpávající.
Poznámka: Pokud se v následujícím textu bude vyskytovat slovo partner, může značit osobu kteréhokoli pohlaví (pokud není z kontextu jednoznačné, že se jedná o muže či ženu).

## Penetrativní pozice
Tyto pozice zahrnují zasouvání penisu nebo jiných falických předmětů (např. připínací gumové náhražky – penetrujícím partnerem může být tedy i žena) do pochvy nebo řitního otvoru.

### Penetrující partner nahoře, přistupující zepředu

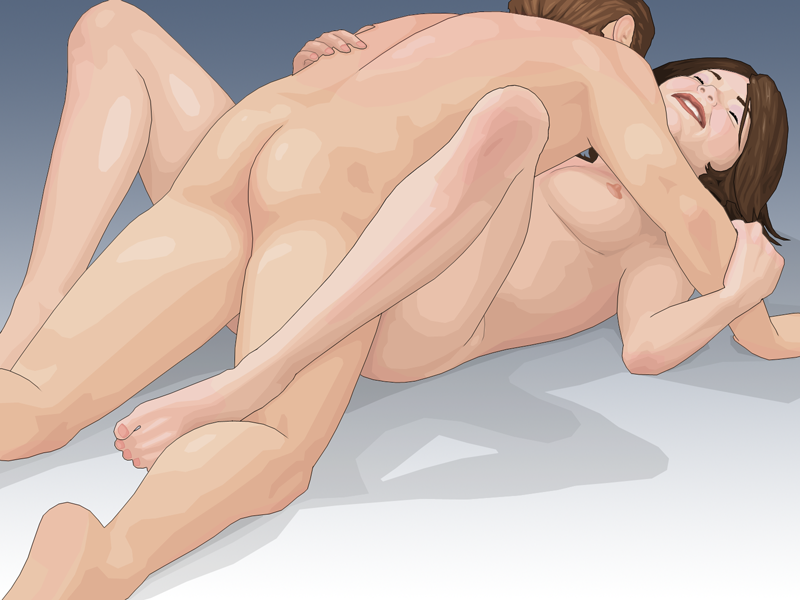
Misionářská pozice

Tyto pozice se primárně používají při vaginálním styku, lze je však používat i při análním sexu. Základní pozice se nazývá misionářská. V ní leží přijímající partner na zádech s roztaženýma nohama. Penetrující partner leží nahoře nad ním, tváří v tvář. Jsou možné tyto variace:
- Penetrující partner stojí před přijímajícím partnerem, jehož nohy jsou ohnuty přes hranu postele nebo jiné podložky, např. stolu.[3] Pokud jsou nohy přijímajícího partnera zvednuty vzhůru a opírají se o penetrujícího partnera, někdy se tomu říká motýlková pozice. Lze též provádět vkleče.
- Přijímající partner leží na zádech. Penetrující partner stojí a zvedá partnerovu pánev k penetraci. Variantou je, že se přijímající partner opírá nohama o ramena penetrujícího partnera.
- Přijímající partner leží na zádech, s nohama přitaženýma rovně podél těla a s koleny u hlavy. Penetrující partner drží nohy přijímajícího partnera a penetruje shora.
- Podobné jako u předchozí pozice, ale nohy přijímajícího partnera nemusejí být rovně podél těla a penetrující partner ohne ruce okolo přijímajícího partnera, aby přitlačil jeho nohy co nejvíce na prsa. V Burtonově překladu The Perfumed Garden[4] je tato pozice nazvána uzátkování.
- Technika pro maximální stimulaci klitorisu; pozice, ve které je žena penetrována vaginálně: penetrující partner vstupuje do pochvy v misionářské pozici a posouvá se trochu dopředu, aby se základna penisu třela o klitoris.
- Přijímající partner zkříží nohy před hlavou (nebo alespoň jejich konce přisune k uším), přičemž leží na zádech. Penetrující partner potom drží přijímajícího partnera pevně za nárty nebo kotníky a leží na přijímajícím partnerovi celou délkou. Variantou je, že přijímající partner zkříží kotníky na břichem, s koleny u ramen, a potom penetrující partner leží plnou vahou na kotnících přijímajícího partnera. Poloha se nazývá vídeňská ústřice podle knihy The Joy of Sex.[5]

### Penetrace zezadu

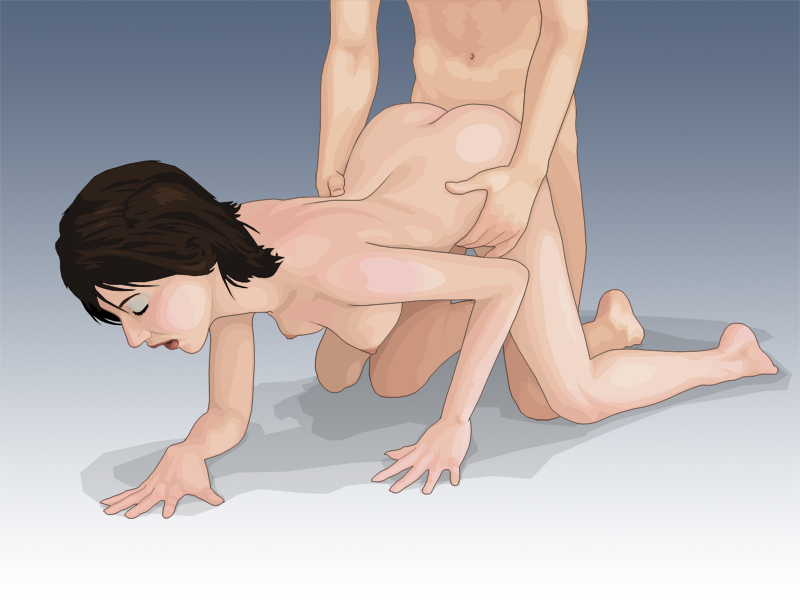
Pozice zezadu

Většinu z těchto pozic lze použít jak pro vaginální, tak pro anální penetraci.
- Přijímající partner je na všech čtyřech s trupem vodorovně. Penetrující partner zasouvá penis do análního otvoru přijímajícího partnera. Říká se tomu psí pozice nebo také 21. Penetrující partner může též držet přijímajícího partnera za vlasy pro jeho lepší kontrolu.
- Ve variantě psí pozice je trup přijímajícího partnera skloněn dolů. Penetrující partner může zvedat své boky nad boky přijímajícího partnera k dosažení maximální penetrace.
- V jiné variantě psí pozice umístí penetrující partner konce svých nohou na každou stranu přijímajícího partnera, přičemž udržuje kolena ohnuta a účinně se zvedá co nejvýše během penetrace. Ruce penetrujícího partnera jsou obvykle na zádech přijímajícího partnera, aby penetrující partner nespadl dopředu.[zdroj?]
- V další variantě pozice klečí přijímající partner svisle. Penetrující partner může jemně tahat paže přijímajícího partnera za zápěstí směrem dozadu.
- Ve lžícové poloze leží oba partneři na stejné straně, otočeni stejným směrem.[6]
- Přijímající partner leží na boku. Penetrující partner klečí a penetruje zezadu. Alternativně může penetrující partner stát, pokud přijímající partner leží na zvýšené podložce.
- Přijímající partner leží na břiše, případně s roztaženýma nohama. Penetrující partner leží na něm.[2] Vložení polštáře pod boky přijímajícího partnera v této pozici zvyšuje stimulaci.
- Přijímající partner leží na břiše s koleny u sebe. Penetrující partner leží na jeho roztažených nohách.
- Přijímající partner leží na boku horní nohou dopředu. Penetrující partner klečí obkročmo kolem dolní nohy přijímajícího partnera.

### Přijímající partner nahoře

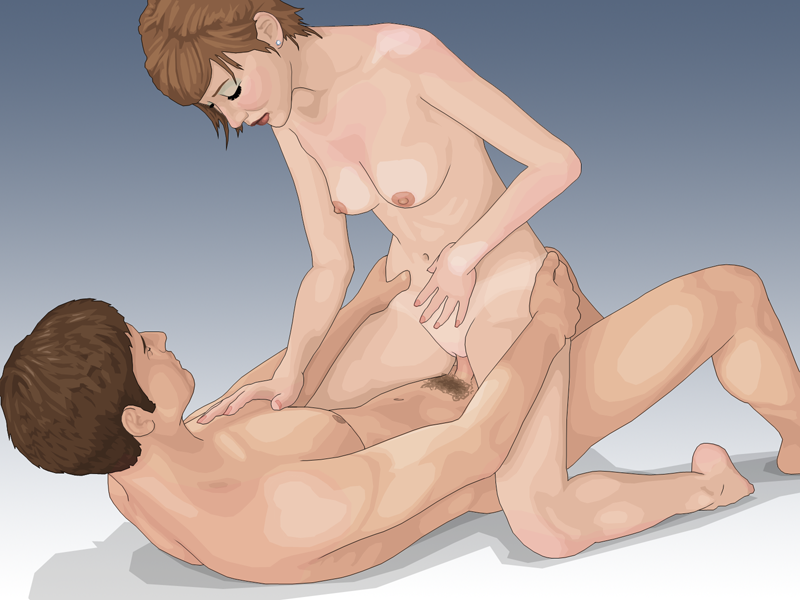
Pozice „na koníčka“

Většinu z těchto pozic lze použít jak pro vaginální, tak pro anální penetraci.
- Penetrující partner leží na zádech. Přijímající partner na něm klečí, tváří v tvář. Někdy se tomu říká kovboj nebo kovbojka (též „na koníčka“).
- Jako u předchozí polohy, ale přijímající partner sedí opačně. Říká se tomu obrácený kovboj nebo obrácená kovbojka.
- Jako v prvním případě, ale přijímající partner prohne záda a ruce má na zemi.
- Jako v prvním případě, ale přijímající partner je v dřepu (místo vkleče) nad penetrujícím partnerem.
- Penetrující partner je na zádech, přijímající partner mu leží na kolenou posunutý proti zemi.
- Penetrující partner leží horní částí zad na nízkém stole, gauči, křesle nebo hraně postele, s chodidly na podlaze a zády rovnoběžně s podlahou. Přijímající partner může zaujmout kteroukoli z možných poloh.
- Boční pozice, doporučovaná sexuologickou dvojicí Masters a Johnsonová, byla preferována třemi čtvrtinami účastníků studie poté, co tuto polohu vyzkoušeli. Vypadá tak, že muž leží na zádech a žena je otočena trochu do strany, takže její pánev je nad mužem, ovšem její váha je mimo něj.

### Vsedě a vkleče

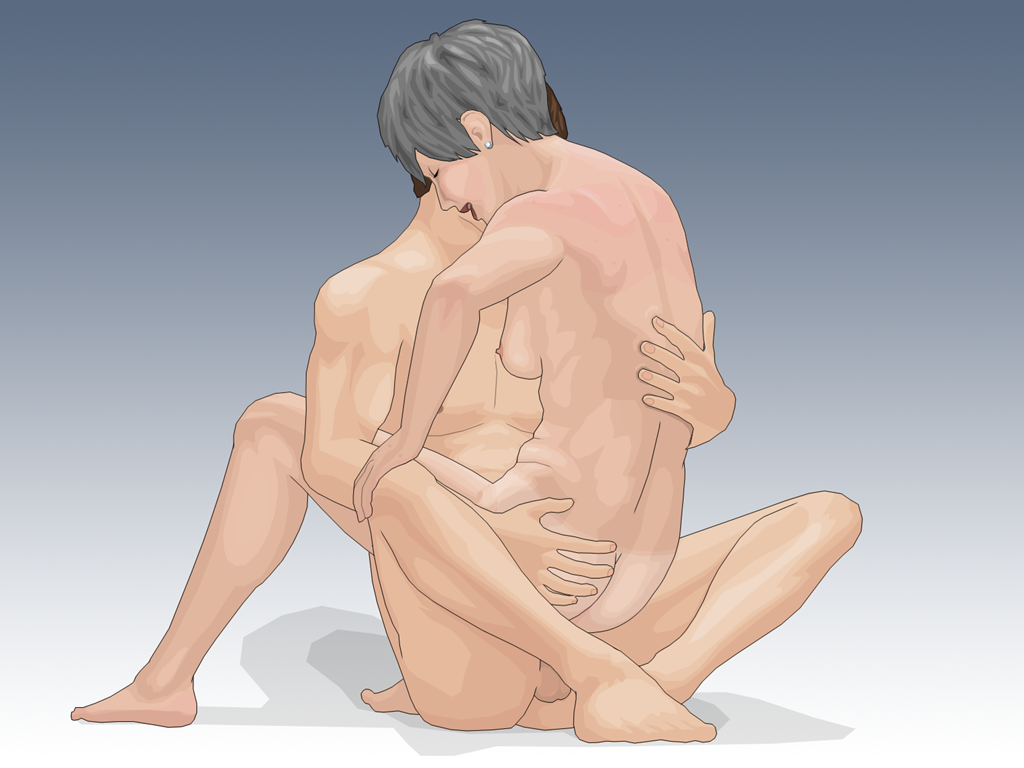
Pozice vsedě

Většinu z těchto pozic lze použít jak pro vaginální, tak pro anální penetraci.
- Penetrující partner sedí na ploše s roztaženýma nohama. Přijímající partner sedí nahoře s nohama ohnutýma přes penetrujícího partnera. Této poloze se v Burtonově překladu The Perfumed Garden říká tlučení na hrnec.[4] Pokud penetrující partner místo toho zkříží nohy, nazývá se to lotosová pozice.[7] Tuto pozici lze kombinovat s laskáním prsů a hýždí přijímajícího partnera a hýždí penetrujícího partnera – dá se tak dosáhnout většího potěšení a šance na orgasmus u obou partnerů.
- Penetrující partner sedí v křesle. Přijímající partner si sedne obkročmo na penetrujícího partnera, čelem k němu, s chodidly na podlaze. Někdy se tomu říká klínový tanec. Takto lze přizpůsobit i jiné varianty s přijímajícím partnerem nahoře.
- Penetrující partner sedí na gauči nebo v křesle, které má područky. Přijímající partner sedí penetrujícímu partnerovi na klíně, kolmo k partnerovi, a zády se opírá o područku.
- Penetrující partner klečí, zatímco přijímající partner leží na zádech, s kotníky na ramenou penetrujícího partnera.[4]

### Ve stoje

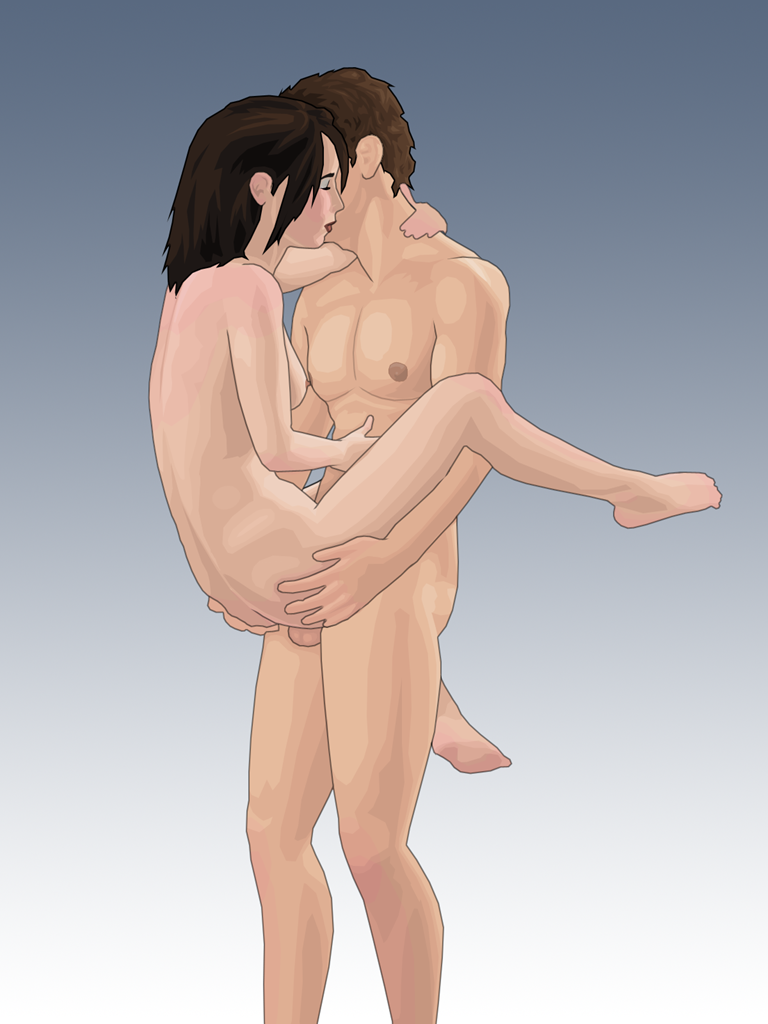
Pozice ve stoje

Většinu z těchto pozic lze použít jak pro vaginální, tak pro anální penetraci. V základní podobě pozice stojí oba partneři tváří v tvář. Jsou možné tyto variace:
- V základní pozici stojí partneři tváří v tvář a věnují se vaginálnímu sexu. Aby si partneři výškově odpovídali, nižší z nich může například stát na schodu nebo si obout vysoké boty. Pro pevnější postoj při penetraci může být lepší, pokud se žena opírá zády o stěnu. Takové opoře Kámasútra říká visutý styk.[8] Tato pozice se často používá na místech, jako je stěna v ložnici nebo ve sprše. Pokud je to ve sprše, lze mít pro lepší požitek puštěnou teplou vodu.
  - Alternativně může přijímající partner stát čelem od penetrujícího partnera – to umožňuje anální sex. Tato pozice se může měnit tak, že přijímající partner zaujímá různé polohy v částečném stoji. Například se může ohnout v pase a opřít se rukama nebo lokty o stůl. Nebo může obě ruce a jednu nohu položit na podlahu a nechat penetrujícího partnera zvednout druhou nohu.[zdroj?]
- Penetrující partner stojí. Přijímající partner ho obejme rukama okolo krku a nohama okolo pasu, čímž nastaví pochvu nebo řitní otvor mužovu penisu. Tato pozice je jednodušší s použitím pevného předmětu za zády přijímajícího partnera, podobně jako u polohy popsané výše. Toto také pomůže držet přijímajícího partnera zvednutého. Kámasútra tomu říká visutý styk.[8]

### Pozice specifické pro anální sex
Většinu poloh penetrativního sexu (viz výše) lze přizpůsobit análnímu sexu, zvláště ty, kde se penetruje zezadu. I jiné původně vaginální sexuální praktiky, například prstování, lze přizpůsobit pro anální sex. Některé pozice ale není možné přímo přizpůsobit, vzhledem k odlišnému úhlu pro průnik do pochvy a do řitního otvoru. Následující pozice jsou vhodné pro anální sex.
- Psí pozice – viz výše. Tato poloha maximalizuje hloubku penetrace, což může být žádoucí pro jednoho nebo oba partnery, ale zvyšuje nebezpečí tlaku proti tlustému střevu. Je-li přijímajícím partnerem muž, lépe se stimuluje prostata. Tato poloha umožňuje mohutné „přírazy“. Variantou je skákavá pozice, ve které přijímající partner skloní trup dolů. Přijímající partner může též ležet naplocho na břiše, penetrující partner pak roztahuje jeho stehna.
- Misionářská pozice – viz výše. Pro optimální uspořádání by měly být nohy přijímajícího partnera ve vzduchu, kolena přitažena k hrudníku. Může být užitečné též použití podpory (např. polštáře) pod boky přijímajícího partnera. Penetrující partner zaujme polohu mezi nohama přijímajícího partnera. Tato pozice je často zmiňována jako dobrá pro začátečníky, protože umožňuje uvolnit se dokonaleji, než je obvyklé u „psí“ pozice.
- Lžícová pozice – viz výše. Umožňuje přijímajícímu partnerovi dobře ovládat počátek vniku a hloubku, rychlost a sílu následného průniku.
- Obrácená misionářská pozice – viz výše. Opět bývá někdy zmiňována jako vhodná pro začátečníky, vzhledem k možnosti přijímajícího partnera ovládat hloubku, rytmus a rychlost penetrace. Konkrétněji může přijímající partner pomalu tlačit svůj řitní otvor proti penetrujícímu partnerovi a umožnit tak odpočinek jeho svalům.

### Méně obvyklé pozice

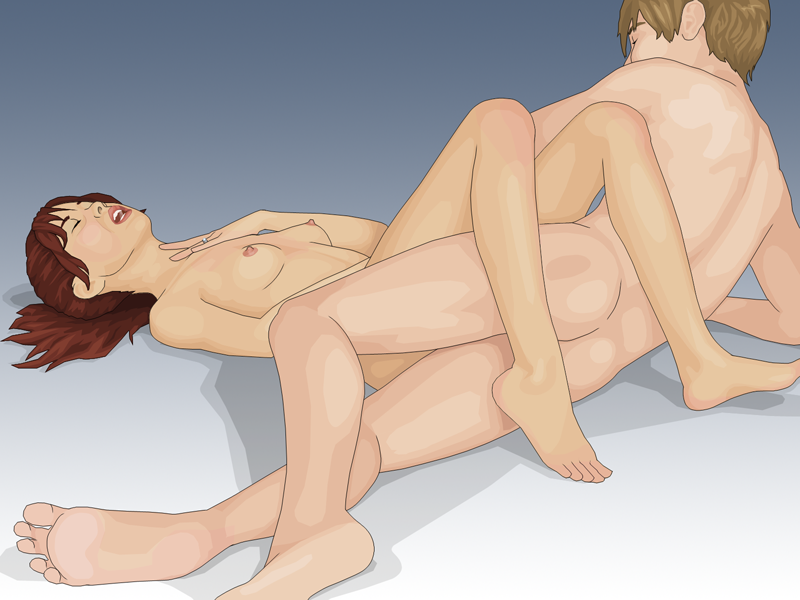
Pozice T-čtverec

Tyto polohy jsou inovativnější a asi ne tak široce známé nebo praktikované, jako ty uvedené výše.
- Přijímající partner je dole. Penetrující partner leží nahoře, kolmo k němu.
- Penetrující partner leží na zádech s roztaženýma nohama. Přijímající partner leží zády na penetrujícím partnerovi, s roztaženýma nohama, čelem vzhůru.
- Oba partneři leží na zádech, hlavami od sebe. Každý z nich položí jednu nohu na ramena toho druhého (jako spona) a druhou nohu někam na stranu.
- Přijímající partner leží na zádech s koleny nahoře a konci nohou od sebe. Penetrující partner leží na boku kolmo k přijímajícímu partnerovi a s boky v oblouku vymezeném nohama přijímajícího partnera. Někdy se tomu říká T-čtverec.[zdroj?]
- Nohy přijímajícího partnera jsou společně otočeny na stranu směrem k penetrujícímu partnerovi, který má roztažené nohy a klečí rovně za boky přijímajícího partnera, na kterých má též své ruce. Poloze se může říkat modifikovaný T-čtverec.[9]
- Přijímající partner leží na zádech, penetrující partner leží kolmo k němu. Přijímající partner ohne koleno jedné nohy co nejblíže k hlavě penetrujícího partnera, takže je tam dost místa, aby se pod ně vešel pas penetrujícího partnera, zatímco jeho nohy obkračují druhou nohu přijímajícího partnera. Pohyb dovnitř-ven se bude odehrávat více ve směru „ze strany na stranu“ než podle svislé osy. Tato pozice umožňuje při sexu stimulaci prsů, partneři mohou (pokud chtějí) udržovat oční kontakt a oba mají dobré vyhlídky na dosažení orgasmu.
- Penetrující partner sedí na hraně postele nebo křesla s nohama široce roztaženýma na podlaze. Přijímající partner si lehne na záda na podlahu a přehodí své nohy přes nohy penetrujícího partnera. Penetrující partner drží kolena přijímajícího partnera a ovládá penetraci.
- Sedmé postavení v Burtonově překladu The Perfumed Garden je neobvyklá pozice nepopisovaná v jiných klasických sexuálních manuálech.[4] Přijímající partner leží na boku. Penetrující partner k němu leží tváří v tvář, obkročmo okolo dolní nohy přijímajícího partnera, a zvedá jeho horní nohu na obě strany těla do ohbí svého lokte nebo na své rameno. Byť některé reference popisují tuto polohu, že je „pro akrobaty a nemá se brát vážně"[10] jiní autoři ji shledali pohodlnou, zvláště při těhotenství.
- Penetrující partner obkračuje jednu nohu přijímajícího partnera, který leží na boku.
- Beranidlo je obtížná pozice občas viděná v erotických filmech. Je popisována v různých zdrojích mnoha způsoby. V heterosexuálním kontextu žena leží na zádech, potom zvedne boky tak vysoko, jak je to jen možné. Její partner ji může vstoje penetrovat vaginálně nebo análně. Tato poloha výrazně zatěžuje ženina záda, proto by se měla podepírat tuhou poduškou.
- Další pozice je, že muž leží na zádech a žena zády na něm.
- Ještě další pozice vypadá tak, že oba partneři leží na zádech od sebe, ale jsou vzájemně v kontaktu pubickou oblastí.

## Nepenetrativní pozice
- 69

## Využití nábytku nebo zvláštního přístroje
Většina sexuálních aktů se typicky provádí v posteli nebo na jiné prosté platformě. Rozšířením škály dostupné podpory se zvětší také škála možných pozic. Pro tento účel lze využít běžný nábytek. Existují také různé formy erotického nábytku nebo jiných přístrojů, jako jsou speciální houpačka nebo trapézy, které lze použít k ještě exotičtějším polohám.

## Pozice pro posílení nebo omezení plodnosti
Otěhotnění je potenciálním výsledkem jakékoli formy sexu mezi plodnou ženou a plodným mužem, kdy přijde sperma do kontaktu s vaginální oblastí (typicky vaginální sex, ale otěhotnět lze i při prstování (tzv. digitální sex) s ejakulátem na prstech, anebo když je sperma na těle a přenese se do vaginální oblasti). Orální sex sám o sobě nikdy nevede k otěhotnění. Avšak při neopatrnosti se může stát, že k otěhotnění dojde tak, že se sperma na rukách nebo na těle dostane do vaginální oblasti. Existují názory, že určité sexuální pozice dávají lepší výsledky než jiné – ovšem žádná pozice není účinnou antikoncepcí.[zdroj⁠?!]